# U-763
U-763 — средняя немецкая подводная лодка типа VIIC времён Второй мировой войны.

## История
Заложена на верфи Kriegsmarinewerft (KMW) (Вильгельмсхафен, Нижняя Саксония, Германия) 21 января 1941 года, спущена на воду 16 января 1943 года. Лодка вошла в строй 13 марта 1943 года.

## Служба
- 13.03.43 — 31.10.43 — 8 флотилия
- 01.11.43 — 30.09.44 — 3 флотилия
- 01.10.44 — 31.10.44 — 33 флотилия
- 01.11.44 — 29.01.45 — 24 флотилия

Лодка совершила 4 боевых похода (в составе 3 флотилии, уничтожила 1 транспорт водоизмещением 1499 брт.

## Гибель
Затоплена после серьезных повреждений бомбардировщиками Советской Армии 29 января 1945 года в порту Кёнигсберга.